# Eddie Fogler

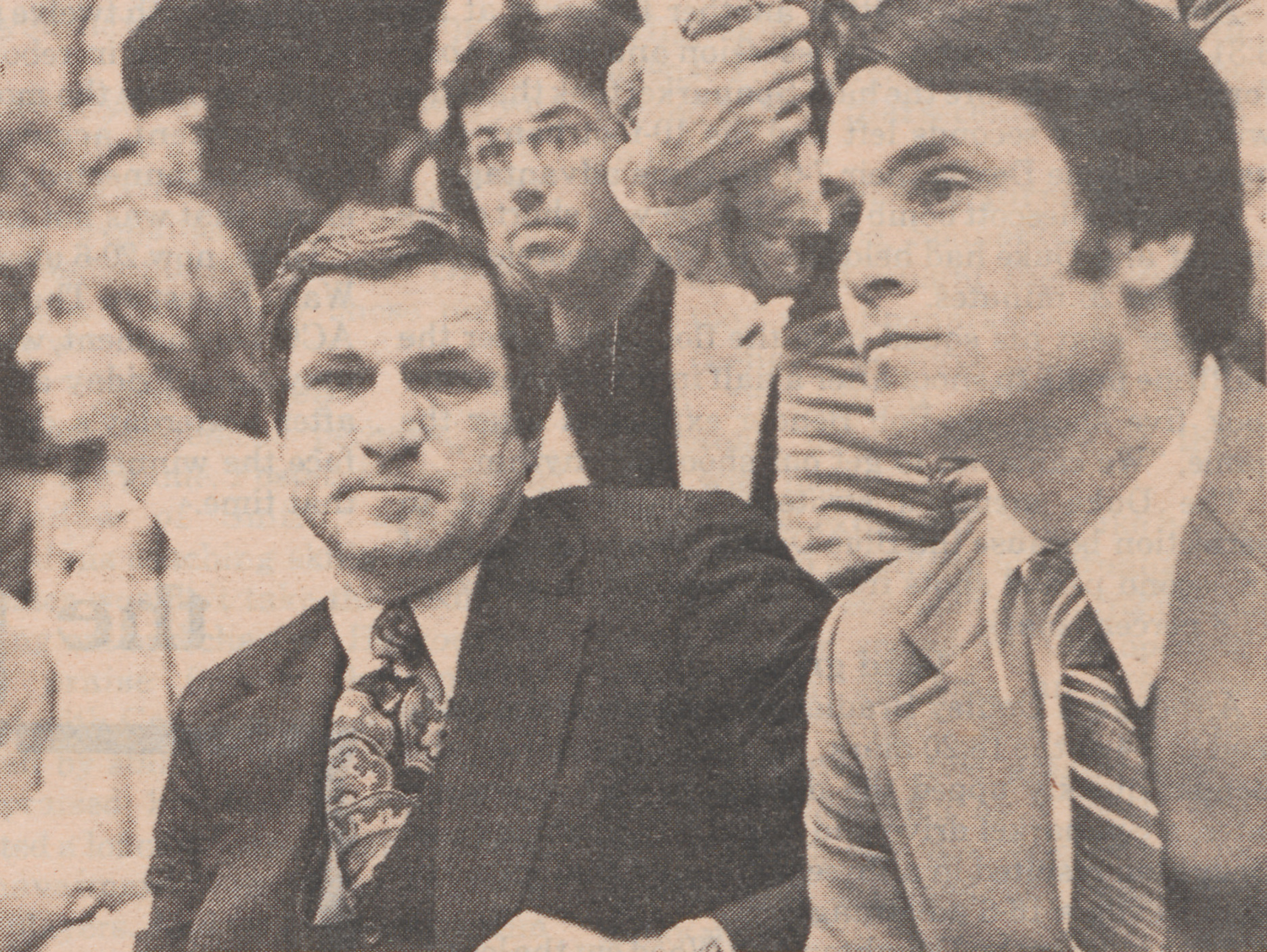
Dean Smith y Eddie Fogler, Duke Chronicle 1979-02-26

Eddie Fogler, (nacido el 12 de junio de 1948 en Queens, Nueva York) es un exentrenador de baloncesto estadounidense que ejerció en la NCAA durante 30 años, siendo asistente y principal.

## Trayectoria
- DeMatha HS (1970–1971) (Ayudante)
- Universidad de North Carolina (1971–1986), (Ayudante)
- Universidad de Wichita State (1986–1989)
- Universidad de Vanderbilt (1989–1993)
- Universidad de South Carolina (1993–2001)